# Walcourt
Walcourt (Waals: Walcoû) is een stad in het westen van de provincie Namen in België. De stad telt ruim 18.000 inwoners.
Het centrum is een schilderachtige middeleeuwse vestingstad, gelegen aan de samenvloeiing van de Eau d'Heure en de Yves.

## Kernen

### Deelgemeenten
| #  | Naam           | Opp. (km²) | Inwoners (2020) | Inwoners per km² | NIS-code |
| -- | -------------- | ---------- | --------------- | ---------------- | -------- |
| 1  | Walcourt       | 8,29       | 2.073           | 250              | 93088A   |
| 2  | Pry            | 7,02       | 543             | 77               | 93088B   |
| 3  | Fontenelle     | 4,01       | 169             | 42               | 93088C   |
| 4  | Castillon      | 9,82       | 396             | 40               | 93088D   |
| 5  | Clermont       | 13,11      | 769             | 59               | 93088E   |
| 6  | Rognée         | 5,82       | 305             | 52               | 93088F   |
| 7  | Berzée         | 6,18       | 881             | 143              | 93088G   |
| 8  | Thy-le-Château | 8,42       | 2.347           | 279              | 93088H   |
| 9  | Gourdinne      | 5,60       | 989             | 177              | 93088J   |
| 10 | Somzée         | 5,99       | 1.639           | 274              | 93088K   |
| 11 | Tarcienne      | 9,46       | 2.242           | 237              | 93088L   |
| 12 | Laneffe        | 6,65       | 2.011           | 302              | 93088M   |
| 13 | Chastrès       | 6,78       | 745             | 110              | 93088N   |
| 14 | Fraire         | 7,96       | 1.473           | 185              | 93088P   |
| 15 | Yves-Gomezée   | 14,04      | 1.681           | 120              | 93088R   |
| 16 | Vogenée        | 4,49       | 144             | 32               | 93088S   |

### Overige kernen
Ahérée

## Demografische ontwikkeling

### Demografische evolutie voor de fusie
- Bronnen:NIS, Opm:1831 tot en met 1970=volkstellingen, 1976= inwoneraantal op 31 december

### Demografische evolutie van de fusiegemeente
Alle historische gegevens hebben betrekking op de huidige gemeente, inclusief deelgemeenten, zoals ontstaan na de fusie van 1 januari 1977.
- Bronnen:NIS, Opm:1831 tot en met 1981=volkstellingen; 1990 en later= inwonertal op 1 januari

| Inwoners van jaar tot jaar op 1 januari 1992 tot heden | Inwoners van jaar tot jaar op 1 januari 1992 tot heden | Inwoners van jaar tot jaar op 1 januari 1992 tot heden |
| jaar                                                   | Aantal                                                 | Evolutie: 1992=index 100                               |
| ------------------------------------------------------ | ------------------------------------------------------ | ------------------------------------------------------ |
| 1992                                                   | 15.897                                                 | 100,0                                                  |
| 1993                                                   | 16.121                                                 | 101,4                                                  |
| 1994                                                   | 16.180                                                 | 101,8                                                  |
| 1995                                                   | 16.238                                                 | 102,1                                                  |
| 1996                                                   | 16.405                                                 | 103,2                                                  |
| 1997                                                   | 16.544                                                 | 104,1                                                  |
| 1998                                                   | 16.634                                                 | 104,6                                                  |
| 1999                                                   | 16.667                                                 | 104,8                                                  |
| 2000                                                   | 16.840                                                 | 105,9                                                  |
| 2001                                                   | 16.868                                                 | 106,1                                                  |
| 2002                                                   | 16.927                                                 | 106,5                                                  |
| 2003                                                   | 17.120                                                 | 107,7                                                  |
| 2004                                                   | 17.327                                                 | 109,0                                                  |
| 2005                                                   | 17.471                                                 | 109,9                                                  |
| 2006                                                   | 17.516                                                 | 110,2                                                  |
| 2007                                                   | 17.652                                                 | 111,0                                                  |
| 2008                                                   | 17.798                                                 | 112,0                                                  |
| 2009                                                   | 17.907                                                 | 112,6                                                  |
| 2010                                                   | 17.951                                                 | 112,9                                                  |
| 2011                                                   | 18.092                                                 | 113,8                                                  |
| 2012                                                   | 18.193                                                 | 114,4                                                  |
| 2013                                                   | 18.215                                                 | 114,6                                                  |
| 2014                                                   | 18.319                                                 | 115,2                                                  |
| 2015                                                   | 18.477                                                 | 116,2                                                  |
| 2016                                                   | 18.390                                                 | 115,7                                                  |
| 2017                                                   | 18.353                                                 | 115,4                                                  |
| 2018                                                   | 18.376                                                 | 115,6                                                  |
| 2019                                                   | 18.430                                                 | 115,9                                                  |
| 2020                                                   | 18.407                                                 | 115,8                                                  |
| 2021                                                   | 18.355                                                 | 115,5                                                  |
| 2022                                                   | 18.429                                                 | 115,9                                                  |
| 2023                                                   | 18.398                                                 | 115,7                                                  |
| 2024                                                   | 18.465                                                 | 116,2                                                  |
| 2025                                                   | 18.353                                                 | 115,4                                                  |

## Bezienswaardigheden
- de Sint-Maternusbasiliek waaraan gebouwd werd tussen de 13e en de 16e eeuw, op de plek waar vroeger een voorloper in Maaslandse stijl heeft gestaan.
- de abdij van Onze-Lieve-Vrouw van Jardinet, een voormalige cisterciënzerinnenabdij opgericht in 1229 (zie folklore) en opgeheven tijdens de Franse Revolutie. Het poortgebouw en de boerderij getuigen nog van haar bestaan.

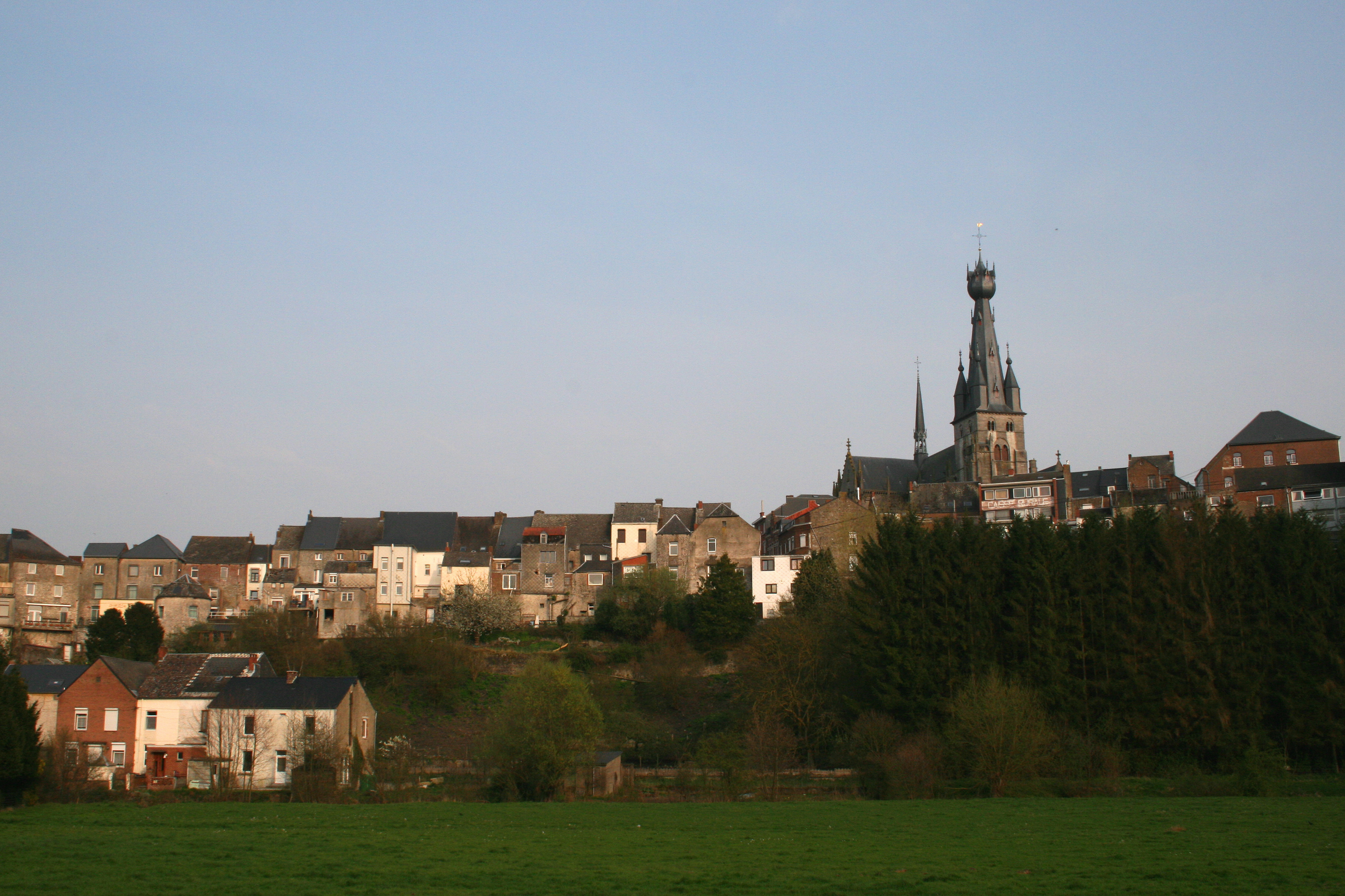
De oude stad en de Sint-Maternusbasiliek
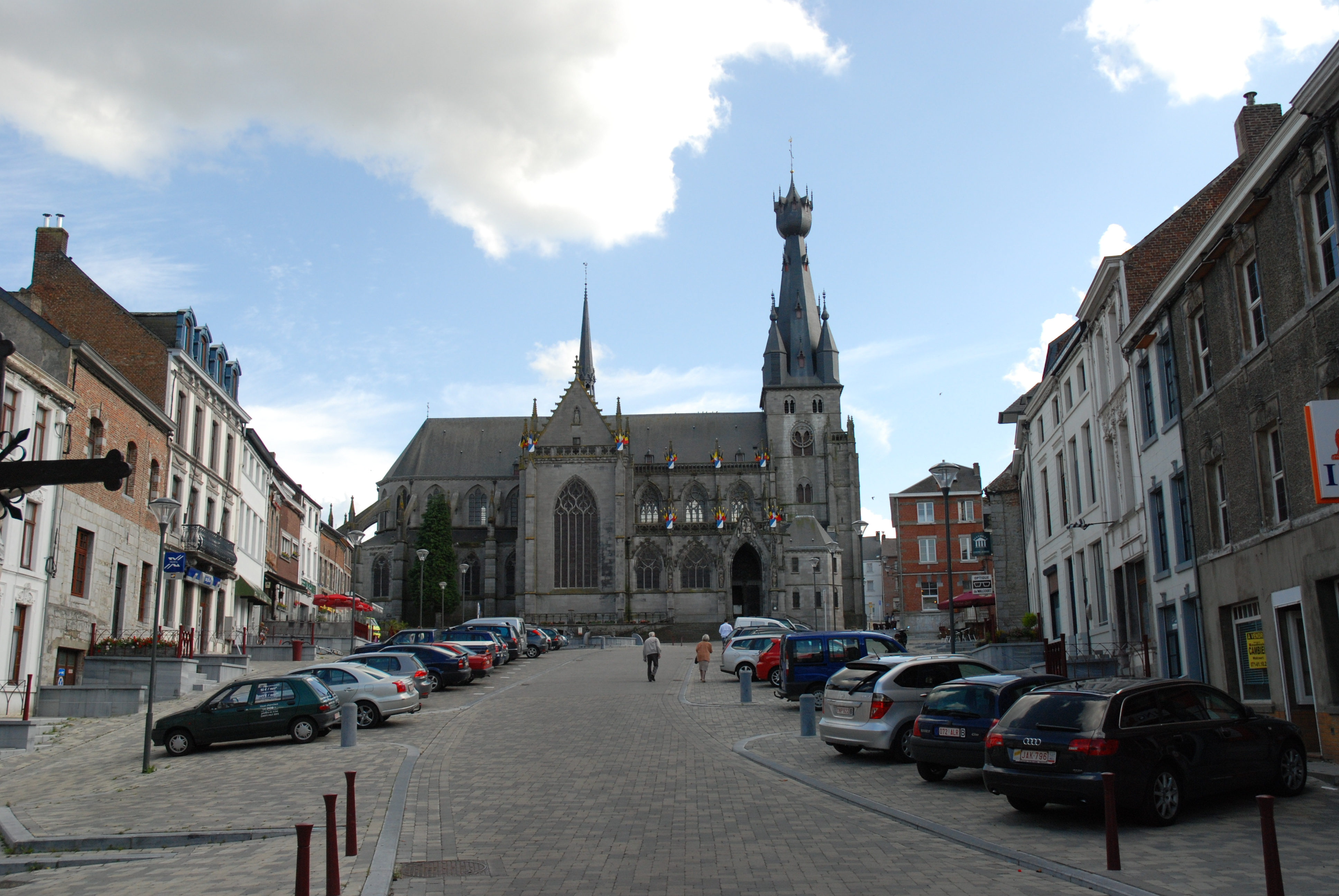
Het centrum van Walcourt
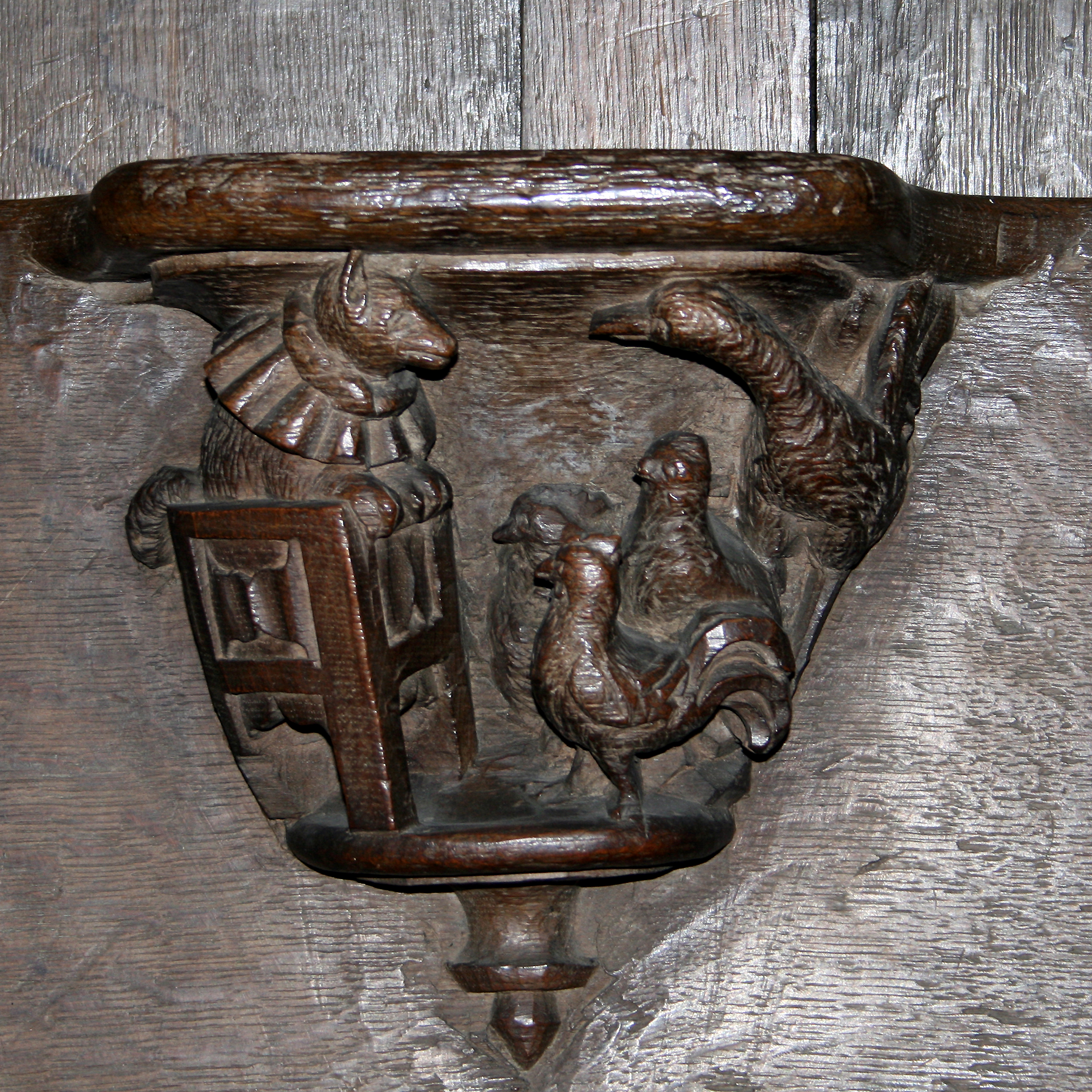
Als de vos de passie preekt, boer let op uw ganzen, misericorde in het koorgestoelte van de Sint-Maternusbasiliek

## Folklore
Ieder jaar vindt hier de beroemde Grand Tour plaats, een processie ter ere van Onze-Lieve-Vrouw van Walcourt, waarbij het beeld wordt geëscorteerd door schutters in uniformen uit de napoleontische tijd. Deze Marche de la Trinité is een van de vijftien folkloristische stoeten van de Marches de l'Entre-Sambre-et-Meuse die in 2012 door UNESCO opgenomen zijn als werelderfgoed op de Representatieve lijst van het immaterieel cultureel erfgoed van de mensheid. Hoogtepunt van de dag is een viering bij een berkenboom, waarbij herdacht wordt hoe, volgens de legende, het beeld tijdens de brand van 1220 de kerk uitvluchtte en in een berkenboom teruggevonden zou zijn. Het keerde pas terug naar de kerk toen Diederik II beloofde ter plaatse een abdij ter ere van Onze-Lieve-Vrouw te bouwen. Zo kwam de abdij van Jardinet tot stand.

## Politiek

### Resultaten gemeenteraadsverkiezingen sinds 1976
| Partij               | Partij                                                          | 10-10-1976 | 10-10-1976 | 10-10-1982 | 10-10-1982 | 9-10-1988 | 9-10-1988 | 9-10-1994 | 9-10-1994 | 8-10-2000 | 8-10-2000 | 8-10-2006 | 8-10-2006 | 14-10-2012 | 14-10-2012 | 14-10-2018 | 14-10-2018 | 13-10-2024 | 13-10-2024 |
| Stemmen / Zetels     | Stemmen / Zetels                                                | %          | 23         | %          | 23         | %         | 23        | %         | 25        | %         | 25        | %         | 25        | %          | 25         | %          | 25         | %          | 25         |
| -------------------- | --------------------------------------------------------------- | ---------- | ---------- | ---------- | ---------- | --------- | --------- | --------- | --------- | --------- | --------- | --------- | --------- | ---------- | ---------- | ---------- | ---------- | ---------- | ---------- |
|                      | PS1 / WALXXI2                                                   | 28,481     | 7          | 31,781     | 8          | 31,341    | 7         | 30,111    | 8         | 25,922    | 7         | 28,741    | 8         | 32,531     | 10         | 33,971     | 10         | 39,451     | 11         |
|                      | SR1 / DIETZ2 / Solidarité Communale3 / LISTE4 / cdH-SC5/ UNIONA | 36,721     | 9          | 40,852     | 10         | 42,993    | 11        | 29,424    | 8         | 28,723    | 8         | 21,583    | 6         | 14,545     | 4          | 10,523     | 2          | 15,26A     | 3          |
|                      | Autrement1 / Oxygène-Autre2/ UNIONA                             | -          |            | -          |            | -         |           | -         |           | -         |           | 18,211    | 4         | 13,171     | 3          | 12,712     | 3          | 15,26A     | 3          |
|                      | ECOLO1 / Ecolo Vers Demain2                                     | -          |            | -          |            | 8,231     | 1         | 6,721     | 1         | 14,281    | 3         | 8,561     | 1         | 5,251      | 0          | 10,022     | 2          | 6,661      | 1          |
|                      | E.C.1 / AGW-PRL2 / IC3 / MR-EC4                                 | 28,771     | 7          | 22,612     | 5          | 17,443    | 4         | 27,841    | 8         | 25,481    | 7         | 22,914    | 6         | 26,734     | 8          | 30,444     | 8          | 38,634     | 10         |
| Anderen(*)           | Anderen(*)                                                      | 6,04       | 0          | 4,76       | 0          | -         |           | 5,91      | 0         | 5,59      | 0         | -         |           | 7,79       | 0          | 2,02       | 0          | -          |            |
| Totaal stemmen       | Totaal stemmen                                                  | 8949       | 8949       | 10188      | 10188      | 10665     | 10665     | 11212     | 11212     | 11599     | 11599     | 12409     | 12409     | 12614      | 12614      | 12936      | 12936      | 12743      | 12743      |
| Opkomst %            | Opkomst %                                                       |            |            |            |            | 94,74     | 94,74     | 93,76     | 93,76     | 92,27     | 92,27     | 93,79     | 93,79     | 90,44      | 90,44      | 90,69      | 90,69      | 87,48      | 87,48      |
| Blanco en ongeldig % | Blanco en ongeldig %                                            | 3,55       | 3,55       | 5,5        | 5,5        | 5,89      | 5,89      | 5,9       | 5,9       | 10,04     | 10,04     | 6,14      | 6,14      | 5,50       | 5,50       | 7,41       | 7,41       | 6,62       | 6,62       |

(*) 1976: RW (6,04%) / 1982: RCES (4,76%) / 1994: FN (4,14%), RDH (1,77%) / 2000: U.V. (4,3%), V.C. (1,29%) / 2006: / 2012: Codewasabi 5,38%), Pirate (2,41%) / 2018: Charlier (2,02%)

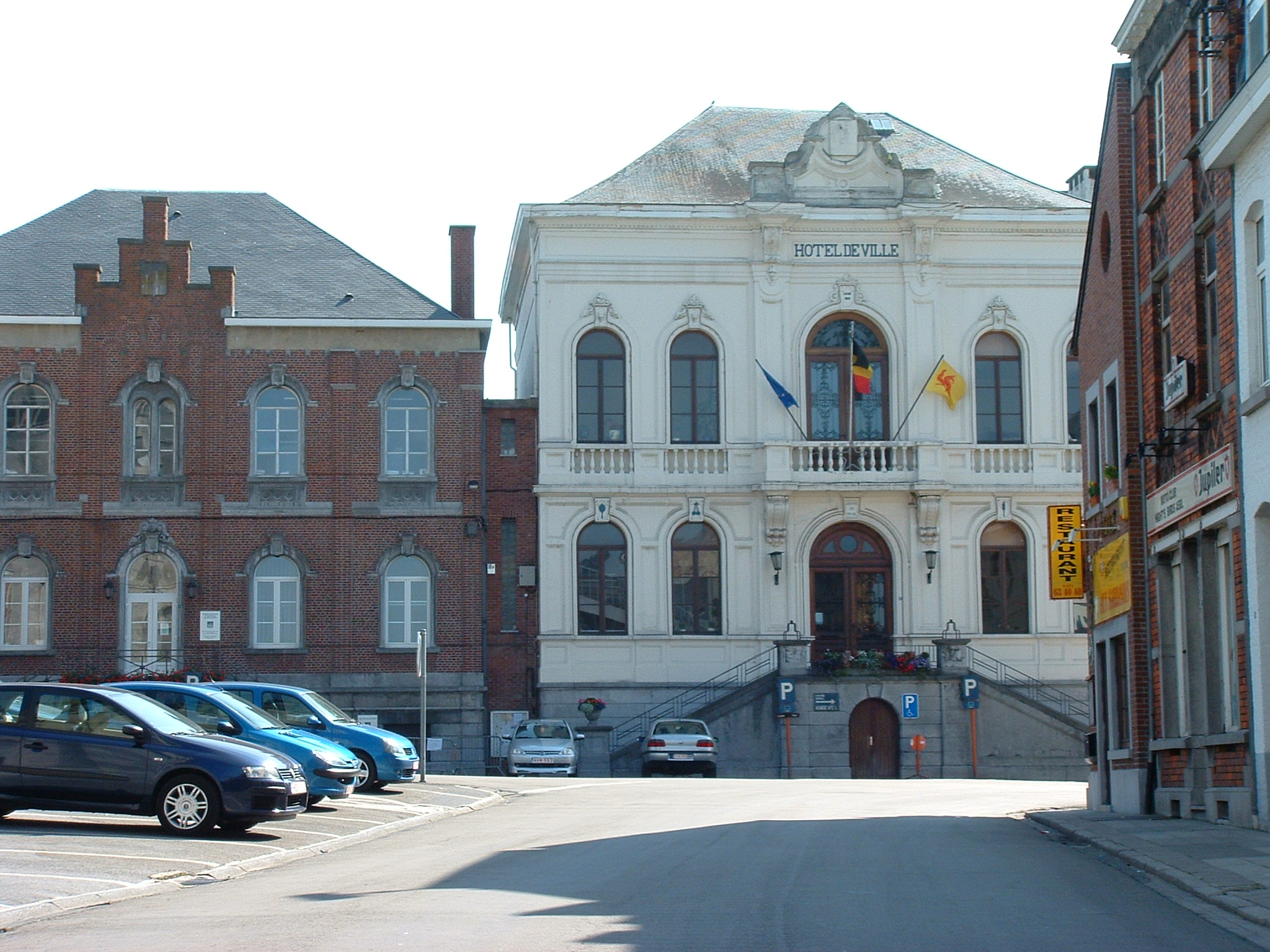
het Raadhuis (Hôtel de Ville) van Walcourt

De gevormde meerderheidscoalitie wordt vet aangegeven. De grootste partij is in kleur.

## Trivia
Sint-Maarten is de patroonheilige van Walcourt.